# Balledent
Balledent – miejscowość i gmina we Francji, w regionie Nowa Akwitania, w departamencie Haute-Vienne.
Według danych na rok 1990 gminę zamieszkiwało 231 osób, a gęstość zaludnienia wynosiła 19 osób/km² (wśród 747 gmin Limousin Balledent plasuje się na 407. miejscu pod względem liczby ludności, natomiast pod względem powierzchni na miejscu 512.).

## Populacja

Populacja Balledent w latach 1962–2008